# Pseudagrion melanicterum
Pseudagrion melanicterum – gatunek ważki z rodziny łątkowatych (Coenagrionidae).